# Kilstreckad fjällsäckmal
Kilstreckad fjällsäckmal (Coleophora svenssoni) är en fjärilsart som beskrevs av Gerardo Baldizzone 1985. Kilstreckad fjällsäckmal ingår i släktet Coleophora, och familjen säckmalar. Enligt den finländska rödlistan är arten starkt hotad i Finland. Enligt den svenska rödlistan är arten nära hotad i Sverige. Arten förekommer i Övre Norrland. Artens livsmiljö är sandstränder vid sötvatten.